# Scorpiurium
Scorpiurium là một chi rêu trong họ Brachytheciaceae.